# Dorfkirche Hain

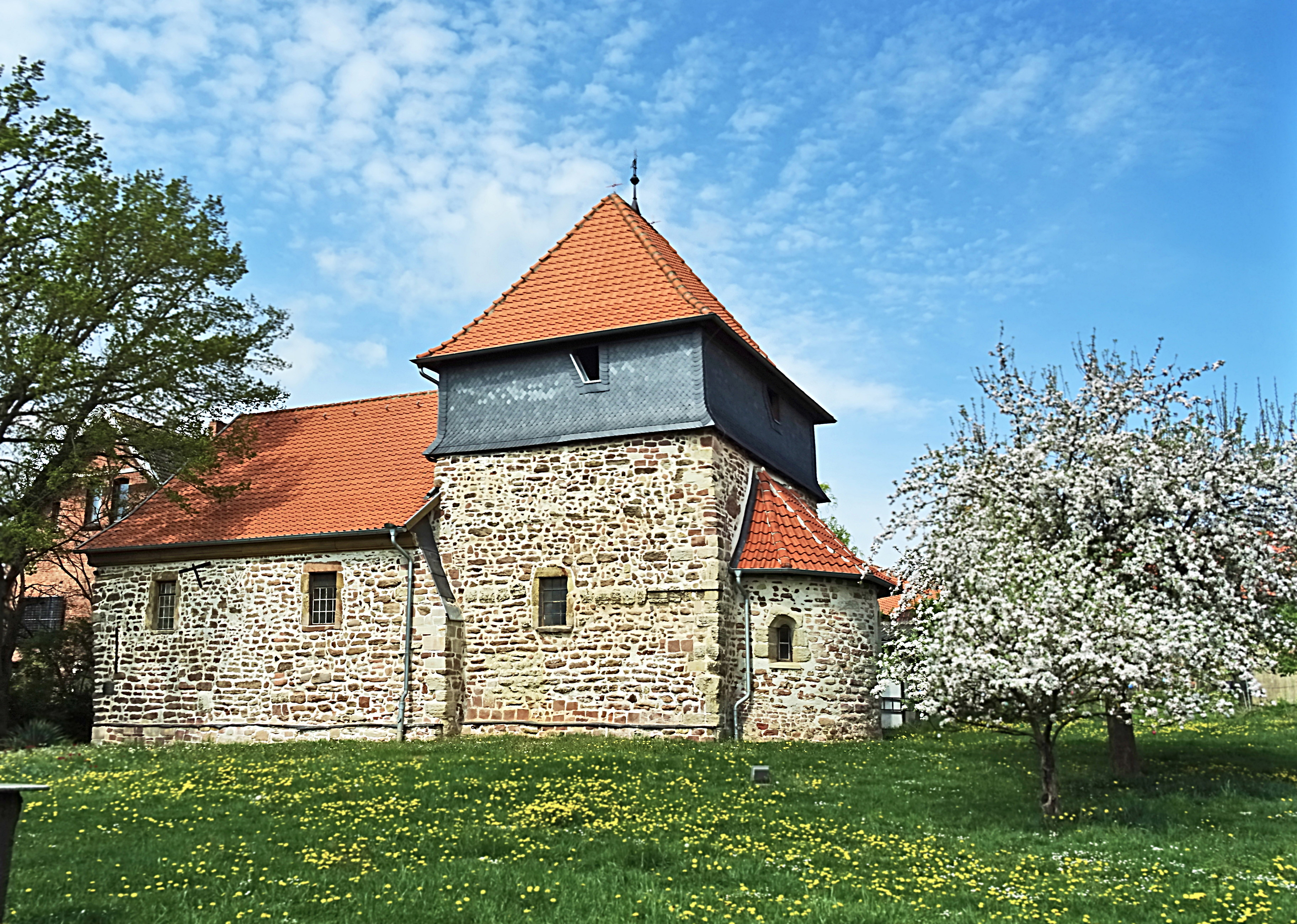
Kirche in Hain

Die evangelische Dorfkirche Hain steht im Ortsteil Hain der Gemeinde Kleinfurra im Landkreis Nordhausen in Thüringen.

## Geschichte
Die romanische Chorturm- und Saalkirche stammt aus dem 13. Jahrhundert. Von der Originalsubstanz ist ein großer Teil erhalten geblieben.
Das aus Natursteinen bestehende Gotteshaus ist in drei Baukörper gegliedert: Langhaus, Chor und halbrunde Apsis. Das obere Turmgeschoss ist im Fachwerkstil errichtet worden. Das Kirchenschiff besitzt ein Satteldach und der Kirchturm ist mit einem Walmdach bedeckt. Die Apsis fällt durch ihre Rundbogenfenster auf. Zweiseitige umlaufende Emporen füllen den Saal, den eine Holztonnendecke überspannt. Die Kanzel stammt aus der Renaissance und ein hoher Triumphbogen mit Kämpfern öffnet den Blick zum Chor, dessen Erdgeschoss mit einem rundbogigen Kreuzgratgewölbe überspannt ist.
Der romanische Taufstein gilt als ältester dieser Gegend.

## Baumaßnahmen nach der Wende
Über die Stiftung KIBA wurden für 2013 Fördermittel bereitgestellt, sodass schwerpunktmäßig das Dach, der Turm und der Innenraum saniert werden konnten. Der Glockenstuhl wurde von der Turmkonstruktion getrennt und Trauf- und Dachanschlüsse wurden hergestellt.